# Thorvald Fürst

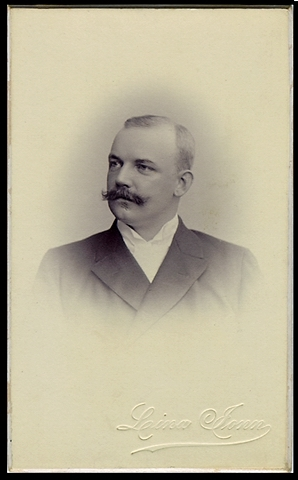
Thorvald Fürst fotograferad av Lina John.

Thorvald Fürst, född 13 augusti 1866 i Karlskrona, död 19 december 1927 i Stocksund, svensk ämbetsman och politiker (liberal). Han var son till arkitekten och stadsingenjören i Karlskrona Astley Fürst och Louise Hubendick samt dubbelkusin till bland andra Carl Magnus Fürst.
Efter examen vid Kungliga tekniska högskolan 1889 tjänstgjorde Fürst som verkstadschef vid olika mekaniska verkstäder och var 1899-1900 trafikchef vid Kinnekulle-Lidköpings järnväg. Thorvald Fürst var yrkesinspektör i Stockholms läns distrikt 1901–1912 och byråchef för Socialstyrelsens arbetarskyddsbyrå 1914–1917. Han var även politiker och ledamot av riksdagens andra kammare för Stockholms stads valkrets åren 1907–1911. I riksdagen var han bland annat ordförande 1910–1911 i tredje tillfälliga utskottet och engagerade sig för ersättning vid arbetsskador och andra arbetarskyddsfrågor. Han var vidare, tillsammans med prins Eugen, en av de grundande medlemmarna av Arbetsmiljöforum år 1905. 
Fürst var från 1913 redaktör för Arbetarskyddet och utgav Arbetarskydd och arbetarskyddslagstiftning (1923).
Han är begravd på Danderyds kyrkogård.